# 陶店回族乡
陶店回族乡是中华人民共和国安徽省六安市寿县下辖的一个民族乡。

## 行政区划
陶店回族乡下辖以下村级行政区划单位：
陶店回族村、湖滨回族村、桃园回族村和马店回族村。